# Типиците
Типиците е група от три върха, разположени в Пирин планина на Главното планинско било югоизточно от връх Възела и северозападно от връх Превалски чукар. Трите върха обграждат амфитеатрално Типицкия циркус и формират неговата западна, южна и източна граница. Циркусът държи групата на Типицките езера – две големи, красиви постоянни езера и едно малко, пресъхващо.
Най-високият от трите Типица е наричан често Голям Типиц (Голям Типик, Типица, Типица чукар). Висок е 2645 метра и е разположен на югозапад от езерата. Склоновете му към Типицкия циркус са сравнително стръмни, тревисти. Югозападните склонове на върха към Башлийския циркус са стръмни, осеяни с каменопади и отделни тревисти улеи. На североизток под върха има стръмен сипей, който слиза до две от горните Василашки езера.
Вторият по височина Типиц е само с метър по нисък от първия – 2644 метра. Върхът е разположен южно от Типицките езера и е наричан още Малък Типиц. От него на север се отделя къс рид, който завършва при Типицката вода и огражда Типицкия циркус от изток. Склоновете му на север и северозапад са скалисти и почти отвесни. От югозапад склонове на върха са покрити с каменопади, а от изток – тревисти и много стръмни. Те се спускат на 600 метра по-ниско при коритото на река Валявица. Гледани от долината на реката и от съседния Валявишки циркус те представляват импозантна гледка и ненапразно са наречени Голямата страна. В много от източниците с това име неправилно е именуван намиращия се южно от Типиц връх Превалски чукар
Билната седловина между първия и втория Типиц е скалиста, трудно проходима. През нея минава маркираната в червено пътека от хижа Вихрен до заслон Тевно езеро. Този участък трябва да се преминава с повишено внимание.
Третият Типиц е разположен на късно разклонение на Главното било, което се отделя от първия Типиц в североизточна посока. Върхът е висок 2633 метра. От него излизат още две къси разклонения, които ограждат циркуса Валявишки дупки от запад и юг. Склоновете му са тревисти и стръмни, а от страната на Валявишките дупки - скалисти и покрити със сипеи. В някои от източниците е наричан неправилно Валявишки чукар, заради характерния си изглед от района на Валявишките езера. Това име носи върхът, разположен между Възела и Тодорка. Третият Типиц е слабо познат и рядко посещаван връх въпреки близостта си до една от най-популярните маркирани пътеки в Пирин.